# 風さやか
風さやか（かぜさやか）は、日本のイネの品種名および銘柄名である。長野県の中晩生品種（信交526号）で、栽培適地は標高600m以下（北信は400m以下）。名称は「信州のすがすがしい清らかな空気の元で育てられたこと」をイメージして命名。

## 概要
内陸に位置し、全体に標高が高い長野県は夏季の日照時間の長さ、気温の日較差の大きさ、台風の影響の受けにくさといった気候面の条件だけでなく、病害虫の発生が比較的少ないことも加わり、稲作には好適な地域となっている。日本において最大の生産量を誇るコシヒカリの一等米比率も、2002年以降ほとんどの年で95%を上回っており、イネ全体を見ても一等米比率は全国トップに輝く年が多い。
本品種は中晩生で、コシヒカリに比べ出穂期がやや遅いことから、高温障害による品質低下の回避が期待できる。稈長が短いことから耐倒伏性があり、穂いもち病にも強い。コシヒカリより粘りは少ないものの旨味と甘みがあり、香りもよく全体にバランスがとれた食味が特徴である。なお、粘りの少なさは冷めてからの食味・硬さ・粘りに変化が少ないという特性をもたらしている。おいしい信州ふーど（風土）大使の玉村豊男・小泉武夫・中村勝宏・鎧塚俊彦・岸本直人らの評価も高い。
- 『水稲新品種「風さやか」早期産地化の推進』[6]
- 水稲「風さやか」高品質栽培マニュアル （平成28年度版）[7]
- 平成23年度 普及に移す農業技術[8]
- 交配系譜[9]

| 北陸148号 （どんとこい） | 北陸148号 （どんとこい） | 北陸148号 （どんとこい） | 北陸148号 （どんとこい） | 北陸148号 （どんとこい） | 北陸148号 （どんとこい） |           |           | 奥羽339号 | 奥羽339号 | 奥羽339号 | 奥羽339号 | 奥羽339号              | 奥羽339号 |  |  | コシヒカリ | コシヒカリ | コシヒカリ | コシヒカリ | コシヒカリ | コシヒカリ |                          |                          | 空青143号                | 空青143号                | 空青143号                | 空青143号                | 空青143号 | 空青143号 |
| 北陸148号 （どんとこい） | 北陸148号 （どんとこい） | 北陸148号 （どんとこい） | 北陸148号 （どんとこい） | 北陸148号 （どんとこい） | 北陸148号 （どんとこい） |           |           | 奥羽339号 | 奥羽339号 | 奥羽339号 | 奥羽339号 | 奥羽339号              | 奥羽339号 |  |  | コシヒカリ | コシヒカリ | コシヒカリ | コシヒカリ | コシヒカリ | コシヒカリ |                          |                          | 空青143号                | 空青143号                | 空青143号                | 空青143号                | 空青143号 | 空青143号 |
|                          |                          |                          |                          |                          |                          |           |           |           |           |           |           |                        |           |  |  |            |            |            |            |            |            |                          |                          |                          |                          |                          |                          |           |           |
|                          |                          |                          |                          | 北陸178号                | 北陸178号                | 北陸178号 | 北陸178号 | 北陸178号 | 北陸178号 |           |           |                        |           |  |  |            |            |            |            |            |            | 信交485号 （ゆめしなの） | 信交485号 （ゆめしなの） | 信交485号 （ゆめしなの） | 信交485号 （ゆめしなの） | 信交485号 （ゆめしなの） | 信交485号 （ゆめしなの） |           |           |
|                          |                          |                          |                          | 北陸178号                | 北陸178号                | 北陸178号 | 北陸178号 | 北陸178号 | 北陸178号 |           |           |                        |           |  |  |            |            |            |            |            |            | 信交485号 （ゆめしなの） | 信交485号 （ゆめしなの） | 信交485号 （ゆめしなの） | 信交485号 （ゆめしなの） | 信交485号 （ゆめしなの） | 信交485号 （ゆめしなの） |           |           |
|                          |                          |                          |                          |                          |                          |           |           |           |           |           |           |                        |           |  |  |            |            |            |            |            |            |                          |                          |                          |                          |                          |                          |           |           |
|                          |                          |                          |                          |                          |                          |           |           |           |           |           |           | 風さやか （信交526号） |           |  |  |            |            |            |            |            |            |                          |                          |                          |                          |                          |                          |           |           |

## 経過
- 2000年 - 長野県農事試験場において人工交配。
- 2011年 - 7月、「風さやか」の品種登録出願を公表。
- 2013年 - 3月、種苗登録。
- 2016年 - 2月8日、「風さやか」推進協議会 会長：丸山秀子（信州水田農業経営者議）が設立 [13]。
  - 10月29日、統一デザインの米袋で県内販売。
- 2017年 - 5月8日、「風さやか」推進協議会の総会を開催（新会長として高橋義三を選任）[14]。